# تمارة بيكويذ
تمارة بيكويذ (بالإنجليزية: Tamara Beckwith)‏ هي سيدة أعمال بريطانية، ولدت في 17 أبريل 1970.

## وصلات خارجية
- تمارة بيكويذ على موقع IMDb (الإنجليزية)
- تمارة بيكويذ على موقع قاعدة بيانات الفيلم (الإنجليزية)